# 詹姆斯·A·汤姆森
詹姆斯·A·汤姆森（1958年12月20日—）是一位美国发育生物学家，在1998年建立了最早的人类胚胎幹細胞细胞系，1999年当选美国国家科学院院士。